# Ramponi (cognome)
Ramponi è un cognome di lingua italiana.

## Varianti
Rampone.

## Origine e diffusione
Cognome tipicamente centro-settentrionale, è presente prevalentemente in Lombardia, Piemonte, Emilia-Romagna, Marche e Umbria.
Potrebbe derivare dal termine rampone o dal prenome Ramponio; nel primo caso risulterebbe affine al cognome Marra.